# Franco Ferrarotti
Franco Ferrarotti   (Palazzolo Vercellese, 7 d'abril de 1926 - Roma, 13 de novembre de 2024) va ser un sociòleg, intel·lectual i antic diputat del Parlament italià. Ha estat considerat «el pare de la sociologia italiana».

## Biografia
Ferrarotti va estudiar Filosofia a les universitats de Torí, Londres i Chicago. El 1951, juntament amb Nicola Abbagnano, va fundar els Quaderni di Sociologia, que va editar fins al 1967 quan va iniciar La critica sociologica. El 1960 va rebre la primera càtedra de sociologia establerta en el sistema acadèmic italià. El 1962 va contribuir a la creació de la Facultat de Sociologia de la Universitat de Trento, on obtingué la seva segona càtedra com a professor de Sociologia.
Escriptor prolífic i destacat viatger, ha ensenyat en nombroses universitats de tot el món, des de la Universitat de Colúmbia i The New School, a la Universitat Hebrea de Jerusalem, Universitat de Tòquio, Universitat Laval, Universitat Autònoma de Barcelona i Universitat de París.
Entre 1945 i 1963 va estar actiu en quatre camps: a) com a consultor editorial i traductor de Giulio Einaudi a Torí; b) com a col·laborador d'Adriano Olivetti, vinculat principalment amb les relacions laborals; c) com a director del Departament de factors socials de l'Organització Europea per a la Cooperació Econòmica a París; d) i com a membre independent del Parlament (1959-1963). El 1963 no es va presentar a la reelecció perquè la llei electoral impossibilitava presentar-se com a independent i perquè havia decidit dedicar-se completament a la docència i la investigació com a professor emèrit de Sociologia de la Universitat de Roma La Sapienza. Amb tot, és considerat el fundador de la sociologia italiana de la postguerra.
Particularment atent als moviments socials i als problemes de la societat industrial, va promoure l'aplicació d'una metodologia qualitativa en el camp sociològic. Va ser guardonat amb la Gran Creu de Cavaller de l'Orde al Mèrit de la República Italiana el 2005.

## Obra publicada
- Premesse al sindacalismo autonomo, Torino, Movimento Comunità, 1951.
- Il dilemma dei sindacati americani, Milano, Edizioni di Comunità, 1954; 1961.
- La protesta operaia, Milano, Edizioni di Comunità, 1955.
- Sociologia. Saggi e ricerche, Asti, Arethusa, 1955.
- Sociologia e realtà sociale, Roma, Opere nuove, 1958.
- Sindacalismo autonomo, Milano, Edizioni di Comunità, 1958
- La piccola città. Dati per l'analisi sociologica di una comunità meridionale (con Elio Uccelli e Gianfranco Giorgi Rossi), Milano, Edizioni di Comunità, 1959.
- La sociologia industriale in America e in Europa, Torino, Taylor, 1959; 1960.
- La sociologia come partecipazione e altri saggi, Torino, Taylor, 1961.
- Il rapporto sociale nell'impresa moderna, Roma, Armando, 1961.
- La sociologia. Storia, concetti, metodi, Torino, ERI, 1961; 1965; 1967.
- Storia delle scienze, Vol. III, Parte 2, curato assieme a Angiola Massucco Costa, Torino, UTET, 1962.
- Macchina e uomo nella società industriale, Torino, ERI, 1963.
- Servizio sociale e enti pubblici nella società italiana in trasformazione, Roma, Armando, 1965.
- Max Weber e il destino della ragione, Bari, Laterza, 1965; 1968.
- Idee per la nuova società, Firenze, Vallecchi, 1966.
- La sociologia, Milano, Garzanti, 1967.
- Trattato di Sociologia, Torino, UTET, 1968.
- Roma da capitale a periferia, Bari, Laterza, 1970.
- Fascismo di ritorno, Roma, Edizioni della Lega per le autonomie e i poteri locali, 1973.
- Dal documento alla testimonianza. La fotografia nelle scienze sociali, Napoli, Liguori, 1974.
- Vite di baraccati. Contributo alla sociologia della marginalità, Napoli, Liguori, 1974.
- Alle radici della violenza, Milano, Rizzoli, 1977.
- Weber. La vita il pensiero le opere, Milano, Edizioni Accademia, 1978.
- La società come problema e come progetto, Milano, A. Mondadori, 1979.
- L'ipnosi della violenza, Milano, Rizzoli, 1980.
- Storia e storie di vita, Roma-Bari, Laterza, 1981.
- Il paradosso del sacro, Roma-Bari, Laterza, 1983.
- Una teologia per atei. La religione perenne, Roma-Bari, Laterza, 1984.
- La storia e il quotidiano, Roma-Bari, Laterza, 1986.
- Il ricordo e la temporalità, Roma-Bari, Laterza, 1987.
- Oltre il razzismo, verso la società multirazziale e multiculturale, Roma, Armando, 1988.
- La sociologia alla riscoperta della qualità, Roma-Bari, Laterza, 1989.
- L'Italia in bilico. Elettronica e borbonica, Roma-Bari, Laterza, 1990.
- Roma madre matrigna, Roma-Bari, Laterza, Roma-Bari, Laterza, 1991.
- I grattacieli non hanno foglie. Flash americani, Roma-Bari, Laterza, 1991.
- Homo sentiens. Giovani e musica. La rinascita della comunità dallo spirito della nuova musica, Napoli, Liguori, 1995.
- Rock, rap e l'immortalità dell'anima, Napoli, Liguori, 1996.
- Sacro e religioso. Dalla religione dissacrante al sacro fatto in casa, Roma, Di Renzo, 1997.
- La perfezione del nulla. Promesse e problemi della rivoluzione digitale, Roma-Bari, Laterza, 1997.
- L'Italia tra storia e memoria. Appartenenza e identità, Roma, Donzelli, 1997.
- Leggere, leggersi, Roma, Donzelli, 1998.
- L'ultima lezione. Critica della sociologia contemporanea, Roma-Bari, Laterza, 1999.
- Partire, tornare. Viaggiatori e pellegrini alla fine del millennio, Roma, Donzelli, 1999.
- La verità? È altrove. All'insegna del New Age, Roma, Donzelli, 1999.
- L'enigma di Alessandro. Incontro fra culture e progresso civile, Roma, Donzelli, 2000.
- Un imprenditore di idee. Una testimonianza su Adriano Olivetti, Torino, Edizioni di Comunità, 2001.
- La società e l'utopia. Torino, Ivrea, Roma e altrove, Roma, Donzelli, 2001.
- La convivenza delle culture. Un'alternativa alla logica degli opposti fondamentalismi, Bari, Dedalo, 2003.
- Tornando a casa. Conversazioni con Franco Ferrarotti, 1990-2002 (con Claudio Tognonato), Roma, Edizioni associate, 2003.
- L'arte nella società, Chieti, Solfanelli, 2005.
- Nelle fumose stanze. La stagione politica di un "cane sciolto", Milano, Guerini Studio, 2006.
- L'Arte nella società, Chieti, Solfanelli, 2007.
- L'identità dialogica, Pisa, ETS, 2007.
- Senso della sociologia e altri saggi Chieti, Solfanelli, 2008
- Il senso del luogo, Roma, Armando, 2009.
- Spazio e convivenza. Come nasce l'emarginazione urbana, Roma, Armando, 2009.
- Arte, Scienza, Società. Verso una teoria dell'atto artistico, Roma, Verso l'arte, 2009.
- L'immaginario collettivo americano, Chieti, Solfanelli, 2010.
- Corpo, Dio. Il piacere della carne e la duplicità del femminile, Roma, Verso l'arte, 2010.
- La funzione della musica nella società tecnicamente progredita, Roma, Verso l'arte, 2010.
- La musica post-moderna ha un cuore antico (con CD musicale "Antologia 3, 1996-2010" di Federico Gozzelino), Roma, Verso l'arte, 2010. ISBN 978-88-95894-59-1
- La strage degli innocenti. Note sul genocidio di una generazione, Roma, Armando, 2011.
- L'empatia creatrice. Potere, autorità e formazione umana, Roma, Armando, 2011.
- Il paradosso italiano. La povertà di un paese ricco, Chieti, Solfanelli, 2012.
- Atman. Il respiro del bosco, Roma, Empirìa, 2012.
- L'anno della Quota Novanta, Roma, Empirìa, 2012.
- Un popolo di frenetici informatissimi idioti, Chieti, Solfanelli, 2012.
- La religione dissacrante. Coscienza e utopia nell'epoca della crisi, Chieti, Solfanelli, 2013.
- Essays on Culture, Politics and Power, Valona (ALB), Academicus, 2014. ISBN 978-9928-4221-1-8.
- Scienza e coscienza. Verità personali e pratiche pubbliche, Roma, EDB, 2014.
- Roma Caput Mundi, Roma, Gangemi, 2015.
- I miei anni con Adriano Olivetti a Ivrea e dintorni, da New York a Matsuyama, Chieti, Solfanelli, 2016.
- Social Theory for Old and New Modernities. Essays on Society and Culture, 1976-2005, Lanham (MD)-New York-London, Lexington Books, 2012.
- Dialogare o perire, Milano, Edizioni di Comunità, 2017.
- Dalla società irretita al nuovo umanesimo, Roma, Armando, 2020.